# Julexpressen
Julexpressen är en julkalender som sändes 1989 i SVT, i Unga tvåan, som ett alternativ till den ordinarie julkalendern Ture Sventon privatdetektiv. Julexpressen är den andra kalendern i SVT är som är helt teckenspråkig efter I julens tecken från 1988, men översattes också till talad svenska. Den gavs ut av Sveriges Dövas Riksförbund (SDR). För regi stod Anna-Britta Holm-Larsson. Huvudrollen spelades av Maja Kvist.

## Handling
Jultomtens grötrecept har försvunnit, och en flicka som heter Maja reser iväg för att leta reda på det. Stora delar av serien utspelar sig i ett tåg, där lokföraren tycks vara galen och där en svartklädd varelse smyger omkring.

## Rollista
- Maja Kvist – Maja
- Bert Brännström
- Lars-Åke Wikström
- Lars Wallin
- Terje Gudbrandsen

## Utgivningar
Serien utgavs 1989 på VHS av SDR videoproduktion och 2007 på DVD. Den har även varit publicerad i SVT:s Öppet arkiv vid jul.